# Nagware
Nagware (također i begware, annoyware, guiltware ili nagscreen) je vrsta sharewarea koje podsjeća ili zanovijeta (eng. nag) korisniku da se registrira ili da plati naknadu. Obično to čini iskočnom porukom kad suradnik pokrene program ili usred uporabe aplikacije. Poruke se mogu pojaviti kao prozor koji zatamnjuje dio zaslona, ili kao dijaloški okvir koji se može brzo zatvoriti. Neke vrste nagwarea zadrže poruku neko vrijeme na zaslonu, prisiljavajući korisnika čekati da bi mogao nastaviti rabiti program.
Namjera je da se korisnik registira ili kupi program da bi se riješio dosađivanja probne inačice odnosno poruka u obliku čestih iskočnih prozorčića te da će nakon nekog vremena kupiti program. Autori ove besplatne programske podrške korisnike pokušavaju nagovoriti na kupnju također uzdajući se na osjećaj krivnje u korisnika zato što besplatno rabi program,
Primjeri nagwarea su Spotify, WinRAR, WinZip, mIRC, BitDefender Free Edition, AVG, Avira Free Edition, Norton Internet Security i Snood. Neki od ovih programa imaju iskočniprozor koji se pojavi nakon što istekne probno razdoblje a korisniku poručuje kupiti program. LimeWire ili Avira Free Edition jednostavno podsjećaju korisnika neka unaprijedi na inačicu Pro, iako niti besplatna inačica nije besplatna proba.